# Apogon ceramensis
 Apogon ceramensis és una espècie de peix de la família dels apogònids i de l'ordre dels perciformes.

## Morfologia
Els mascles poden assolir els 10 cm de longitud total.

## Distribució geogràfica
Es troba a Papua Nova Guinea, Indonèsia i Austràlia.